# Content-Strategie
Eine Content-Strategie regelt den professionellen und strukturierten Umgang mit digitalen Medieninhalten. Dazu zählt im Prinzip jede Information, die im Internet zur Verfügung steht. Der Fokus richtet sich vor allem auf die Inhalte einer Website – angefangen bei der Navigationsbenennung über die Webtexte bis hin zu Bildern, Podcasts, Videos usw.
Diese Inhalte werden im Rahmen des Content-Marketings bzw. Content-Managements (Planung, Umsetzung, Evaluation) den relevanten Zielgruppen des Unternehmens bzw. der Organisation angeboten. Die Verantwortung dafür liegt oft im Marketing, bei größeren Unternehmungen unter der Leitung eines Chief Content Officers.

## Herkunft
Der Begriff Content-Strategie stammt aus der Webentwicklung und kam in den späten 1990er-Jahren in den USA auf. Mit dem Web 2.0 und der Entwicklung von Social Media konnte jeder Benutzer Inhalte im Netz veröffentlichen. Dadurch stieg die Zahl der Texte, Bilder und Videos rasant an. Viele Unternehmen setzten anfangs auf Masse statt auf Qualität. Sie fanden nämlich heraus, dass sie durch Texte mit hoher Keyword-Dichte und gekauften Backlinks gute Ergebnisse in den Suchmaschinen erzielen und viele Seitenaufrufe generieren konnten. Das ging jedoch auf Kosten der Lesbarkeit und Verständlichkeit der Inhalte.
Erst als Google gegen Ende der 2000er Jahre immer wieder seinen Algorithmus umstellte, um seinen Nutzern gehaltvollere Inhalte zu liefern, fand ein Umdenken in der Branche statt. Damit sie in der Masse an Inhalten nicht untergehen, bilden Firmen vermehrt Content-Strategen aus. Deren Hauptaufgabe liegt darin, die digitalen Inhalte, user- und suchmaschinenfreundlich zu gestalten, mit den Unternehmenszielen abzugleichen und effektiv einzusetzen. Ab 2009 etablierte sich der Begriff Content-Strategie. Damals organisierte Kristina Halvorson zusammen mit Karen McGrane die erste länderübergreifende Content-Strategie-Konferenz in Minneapolis, die Confab. Ziel war es, mit Experten über das Thema zu diskutieren und den Begriff zu definieren. Seitdem findet die Konferenz jährlich statt. Hier werden die Trends und Neuheiten der Branche vorgestellt. Seit 2013 wird die Confab zusätzlich einmal jährlich in Europa an wechselnden Orten veranstaltet.

## Definitionen
Kristina Halvorson, Autorin des Standardwerks Content Strategy for the Web definiert Content-Strategie so: „Content strategy plans for the creation, delivery and governance of useful, usable content.“ Eine Content-Strategie legt folglich fest, wie sinnvolle und nützliche Inhalte für das Internet erstellt, veröffentlicht und gesteuert werden.
Die Aufgabe der Content-Strategie ist es, alle Webinhalte zu ordnen, auf die Bedürfnisse der User abzustimmen und auf die Unternehmensziele auszurichten. Sie klärt präzise, welche Inhalte auf die Website gehören und wo diese eingebunden und veröffentlicht werden sollen. So ist eine Content-Strategie für Richard Sheffield „die methodische Vorgehensweise, kontinuierlich alle Content-Anforderungen zu identifizieren und zu hinterfragen. Es geht um die Planung von durchdachten und strukturierten Inhalten.“ Rachel Lovinger stellt einen praktischen Vergleich dar: „Content Strategie ist für den Webtext das, was die Informationsarchitektur für das Design ist.“ Sie dient folglich als Gerüst für alle Webaktivitäten und schafft Klarheit über Prozesse, Kosten und Verantwortlichkeiten.

## Ausbildung
Seit Herbst 2014 bietet die FH Joanneum Graz einen Masterstudiengang zum Thema Content-Strategie an. Der Studiengang umfasst 4 Semester und ist berufsbegleitend angelegt. Die Studierenden des Lehrgangs veranstalten einmal pro Jahr ein offenes Barcamp names Coscamp.